# دنزا
دنزا (انگلیسی: Denza) شرکت خودروسازی چینی است، که در سالر۲۰۱۰ تأسیس شد.